# Fred Williams (actor)
Fred Williams (nombre artístico de Friedrich Wilhelm Löcherer) (Múnich, 9 de febrero de 1938) es un actor alemán que participó en un total de cuarenta y cinco títulos, entre películas y series de televisión, entre las décadas de 1960 y 1990.
En 1977 formó parte del reparto de la película de Richard Attenborough Un puente lejano, en la que interpretaba al Capitán Gräbner, el comandante del grupo de batalla de reconocimiento de la 9.ª División Panzer SS Hohenstaufen.

## Filmografía completa
- Im Schatten der Gipfel (Serie TV) (1992) (1 episodio)
- Löwengrube (Serie TV) (1991) (1 episodio)
- Ehen vor Gericht (Serie TV) (1991) (1 episodio)
- Wehe, du lachst (1990) (corto)
- Liebesblut (1983) (corto)
- Y la nave va (1983)
- Reporter's Story (Serie TV) (1977)
- Un puente lejano (1977)
- Las largas noches de la Gestapo (1977)
- Voir Malte et mourir (1976)
- Les emmerdeuses (1976)
- The American Connection (1976)
- Fermi tutti! È una rapina (1975)
- Les lesbiennes (1975)
- Les incestueuses (1975)
- Les chatouilleuses (1975)
- Le jouisseur (1975)
- Milano: il clan dei Calabresi (1974)
- Motiv Liebe (Serie TV) (1974) (1 episodio)
- Leseprozesse (Película TV) (1973)
- Las aventuras de Pinocho (Miniserie TV) (1972) (1 episodio)
- El doctor Mabuse (1972)
- Eine Frau bleibt eine Frau (Serie TV) (1972) (1 episodio)
- El muerto hace las maletas (1972)
- Sie tötete in Ekstase (1971)
- Duell zu dritt (Serie TV) (1971) (13 episodios)
- El diablo que vino de Akasawa (1970)
- El conde Drácula (1970)
- La kermesse des brigands (Serie de TV) (1969) (11 episodios)
- La duquesa del diablo (1969)
- Madame und ihre Nichte (1969)
- Catherine (1969)
- Salto mortal (Serie TV) (1969) (1 episodio)
- Problemas extraconyugales (1967)
- Los nibelungos, 2ª parte: la venganza de Crimilda (1967)
- Los nibelungos, 1ª parte: la muerte de Sigfrido (1966)
- Demasiadas mujeres para Layton (1966)
- Angélique et le roy (1966)
- Sandra (1965)
- Giulietta de los espíritus (1965)
- Die Herren (1965)
- Cover Girls (1964)
- Celos a la italiana (1964)
- Proceso en Venecia (1963)
- Il capitano di ferro (1962)